# Anželina Švačka
Anzhelina (Angelina) Alekseevna Shvachka, (anche Anželina Švačka), ucraino:Анжелина Алексеевна Швачка; (Dnipro, 17 luglio 1971), è una cantante lirica e mezzosoprano ucraina, una delle principali soliste dell'Opera Nazionale dell'Ucraina a Kiev, dove ha iniziato nel 1997.

## Biografia
Shvachka è nata a Dnipro, in Ucraina.) Si è laureata in direzione corale presso il Dneprodzerzhinsk Music College, dal 1990 al 1997 ha studiato al Conservatorio Statale Čajkovskij di Kiev nella classe dell'Artista del Popolo dell'URSS Galina Tuftina.
Dal 1997 solista dell'Opera Nazionale dell'Ucraina, è la vincitrice del Klaudia Taev Competition Award nel 2005. Successivamente, è stata invitata ad esibirsi numerose volte con il Pärnu PromFest International Opera Music Festival in Estonia e all'estero. Alcuni ruoli degni di nota sono stati il ruolo principale in Carmen (2007), Lyubasha in The Tsar's Bride (2013), Amneris in Aida (2015). 

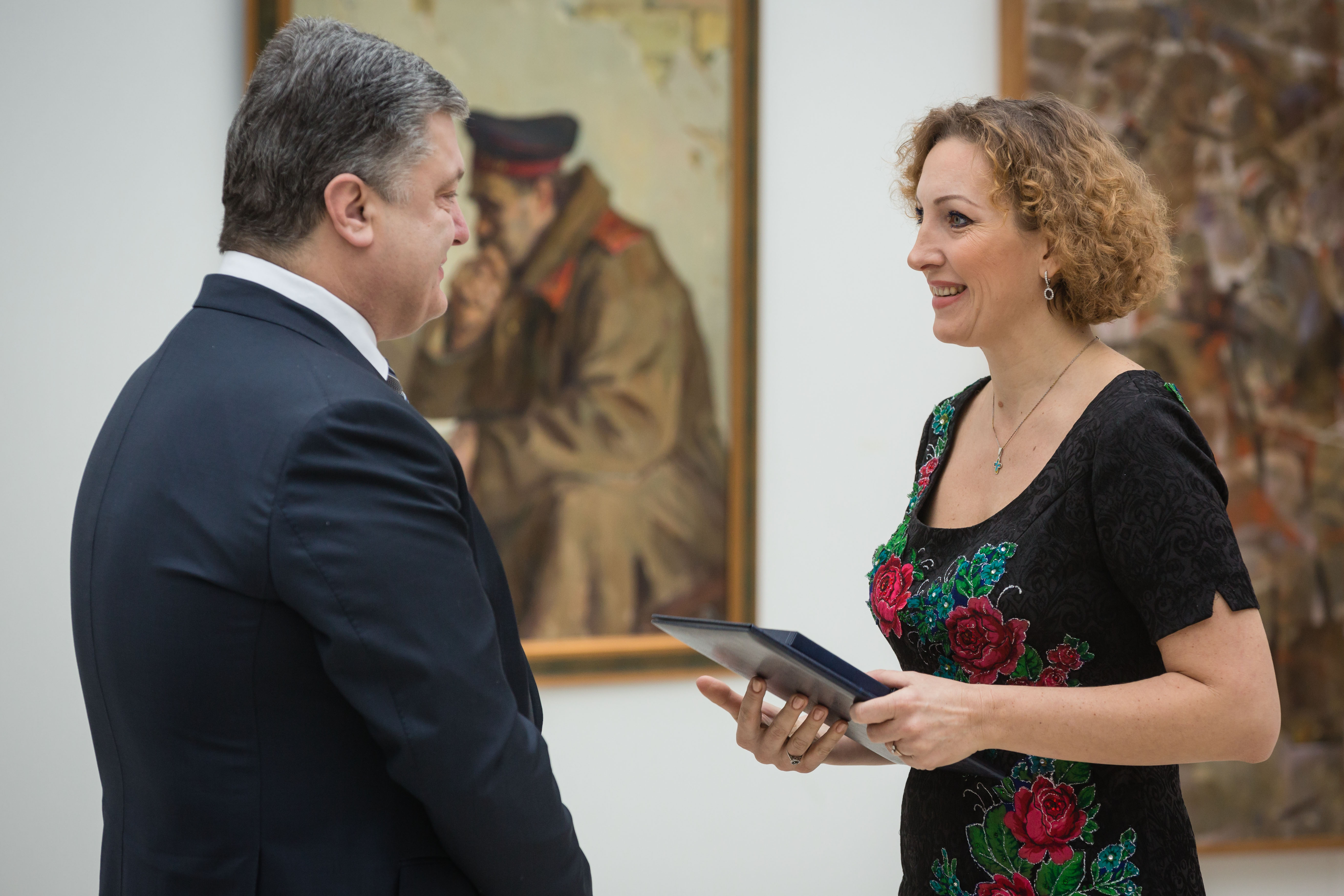
Il Presidente dell'Ucraina Petro Poroshenko consegna ad Angelina Shvachka il Premio Nazionale Taras Shevchenko dell'Ucraina 2016

Nel 2006 ha interpretato il ruolo di Caterina II nel film "Zaporozhets beyond the Danube" (basato sull'omonima opera di S. Gulak-Artemovsky, diretto da Nikolai Zaseev-Rudenko, 2006).
Ha registrato Prince Igor con la NRCU Symphony Orchestra diretta da Theodore Kuchar nel 2005, e l'Oedipus Requiem di Robert Ian Winstin con la Filarmonica di Kiev nel 2007.
Nell'agosto 2012 è stata nominata Artista del Popolo dell'Ucraina per "il significativo contributo personale allo sviluppo socio-economico, scientifico, tecnico, culturale ed educativo dello stato ucraino, per i significativi risultati lavorativi, per molti anni di lavoro coscienzioso e in occasione del 21º anniversario dell'indipendenza dell'Ucraina".

## Premi e riconoscimenti
- Ha vinto concorsi internazionali in Russia (San Pietroburgo - 1999, Mosca - 2002), Finlandia (2000)
- 1997 - Grand Prix del VII Concorso Internazionale di Canto in Germania[8]
- 2000 -  Concorso Internazionale di Canto Bul-Bula, Baku (secondo altre fonti nel 1998)
- 2001 -  Concorso Internazionale di Canto I. Alchevsky (Alchevsk, Ucraina, II premio)
- 2001 -  Artista illustre dell'Ucraina[9]
- 2005 -  Concorso Klaudia Taevi[w innych językach] (secondo posto)[10]
- 2012 -  Artista del Popolo dell'Ucraina[11]
- 2015 -  Ordine della Stella d'Italia[12]
- 2016 -  Premio Nazionale Taras Shevchenko[13]